# Baltaks landskommun
Baltaks landskommun var en tidigare kommun i dåvarande Skaraborgs län.

## Administrativ historik
Kommunen inrättades i Baltaks socken i Vartofta härad i Västergötland när 1862 års kommunalförordningar trädde i kraft.  
Vid Kommunreformen 1952 uppgick kommunen i Hökensås landskommun som 1974 uppgick i Tidaholms kommun.

## Politik

### Mandatfördelning i valen 1938-1946
| 10 | 5 |

| 15 |

| 1 | 9 | 5 |

| 15 |

| 10 | 5 |

| 14 |